# Alan Earnshaw
Alan Earnshaw ist ein britischer Chemiker auf dem Gebiet der Anorganischen Chemie.
Earnshaw studierte in Sheffield (Bachelor-Abschluss 1955) und London (Promotion 1958), war Lecturer am Battersea College of Technology und wurde 1966 Lecturer an der University of Leeds. 1995 ging er in den Ruhestand.
Bekannt ist er für das zusammen mit Norman Greenwood verfasste Lehrbuch Chemistry of the Elements, das zur Verbreitung und Anerkennung der Anorganischen Chemie in Großbritannien beitrug und in mehrere Sprachen übersetzt wurde.

## Schriften (Auswahl)
- mit Norman Greenwood: Chemistry of the Elements, Oxford: Pergamon Press, 1984 (2. Auflage: Butterworth-Heinemann, 1997, ISBN 978-0-08-037941-8).
  - Deutsche Übersetzung: Chemie der Elemente, Weinheim: VCH, 1988.
- mit Jack Lewis: Introduction to Magnetochemistry, Academic Press, 1968.
- mit Thomas John Harrington: The chemistry of the transition elements, Oxford: Clarendon Press, 1973.